# Stactobia aoualina
Stactobia aoualina är en nattsländeart som beskrevs av Lazar Botosaneanu och Dia 1983. Stactobia aoualina ingår i släktet Stactobia och familjen smånattsländor. Inga underarter finns listade i Catalogue of Life.